# 宇治郡
宇治郡（日语：／ Uji gun */?）为过去京都府辖下的郡，已于1951年3月1日因无管辖町村而废除。
在1879年日本實施郡區町村編制法時的轄區包括現在的宇治市东半部地區、京都市山科區全部地區及伏見區東部的部分地區。

## 歷史
在令制國時代此地屬於山城國，由於此地過去是京都通往日本東部的通道，約在7世紀時，即在此地架設了宇治橋以利來往的人通過宇治川，同時藤原氏也開始在此地興建莊園，十一世紀時藤原賴通改建其父別院為平等院。當時的文學盛行，源氏物語的宇治十帖也正是誕生於此時期。之後京都貴族勢力開始衰退，武家開始介入政治，在源義仲與源賴朝之間曾在此發生宇治川之戰。
12世紀後，出現名為「山科荘」的荘園，並由藤原北家分支出山科家負責管理。15世紀末，僧侶蓮如在此建立山科本願寺，其周圍建立了土壘等防禦工事，形成了寺内町，此後在16世紀初的山科本願寺之戰之中燒毀，此後本願寺的勢力才轉移到大阪建立石山本願寺。
14世紀後，宇治的茶葉開始盛行，宇治茶的名聲為當地帶動了發展，但在16世紀末豐臣秀吉興建伏見城時，同時進行的太閤堤造成宇治川的水道改變，使得伏見成為水運物流的中心，此後宇治便失去的水運交通的優勢。
在江戶時代為皇室或皇室相關門跡的領地，1868年幕府結束新政府成立後，隸屬新成立的京都裁判所，同年再改設為京都府。
1879年實施郡區町村編制法，正式的設置了近代的行政區劃「宇治郡」，最初的郡役所是與久世郡共同於久世郡宇治鄉（位於現在的宇治市）設立「宇治久世郡役所」，後來才獨立設置自己的宇治郡役所在菟道村（位於現在的宇治市）。

### 沿革

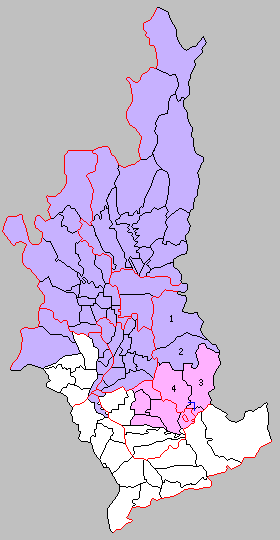
1889年宇治郡轄下的行政區劃：
1.山科村 2.醍醐村 3.笠取村 4.宇治村
（紫色：現屬京都市、桃色：現屬宇治市）

- 1889年04月1日：實施町村制，宇治郡下設山科村、醍醐村、笠取村（日语：笠取村）、宇治村（日语：宇治村 (京都府)）。（4村）
- 1899年07月1日：實施郡制（日语：郡制），設立郡參事會（日语：郡参事会）。
- 1923年04月1日：廢除郡會和郡參事會。
- 1926年07月1日：廢除郡役所，此後郡不再作為行政區劃，只作為地名的表示。
- 1926年10月16日：山科村改制为山科町。（1町3村）
- 1931年04月1日：山科町和醍醐村被并入京都市，山科町被劃入东山区，醍醐村被劃入新設立的伏见区。[3][4]（2村）
- 1942年04月1日：宇治村和笠取村合并為東宇治町（日语：東宇治町）。（1町）
- 1951年03月1日：东宇治町和久世郡宇治町、槇岛村（日语：槇島町）、小仓村（日语：小倉村 (京都府)）、大久保村（日语：大久保村 (京都府)）合并為宇治市，并脱离宇治郡，同時宇治郡因無管轄町村而被廢除。

### 變遷表
| 1889年4月1日   | 1889年 - 1926年       | 1926年 - 1944年               | 1945年 - 1954年               | 1955年 - 1989年               | 1989年 - 现在                 | 现在                |
| -------------- | --------------------- | ----------------------------- | ----------------------------- | ----------------------------- | ----------------------------- | ------------------- |
| 久世郡宇治町   | 久世郡宇治町          | 久世郡宇治町                  | 1951年3月1日 宇治市           | 1951年3月1日 宇治市           | 1951年3月1日 宇治市           | 1951年3月1日 宇治市 |
| 久世郡槇岛村   |                       |                               | 1951年3月1日 宇治市           | 1951年3月1日 宇治市           | 1951年3月1日 宇治市           | 1951年3月1日 宇治市 |
| 久世郡小仓村   |                       |                               | 1951年3月1日 宇治市           | 1951年3月1日 宇治市           | 1951年3月1日 宇治市           | 1951年3月1日 宇治市 |
| 久世郡大久保村 |                       |                               | 1951年3月1日 宇治市           | 1951年3月1日 宇治市           | 1951年3月1日 宇治市           | 1951年3月1日 宇治市 |
| 宇治村         | 宇治村                | 1942年4月1日 东宇治町         | 1951年3月1日 宇治市           | 1951年3月1日 宇治市           | 1951年3月1日 宇治市           | 1951年3月1日 宇治市 |
| 笠取村         |                       | 1942年4月1日 东宇治町         | 1951年3月1日 宇治市           | 1951年3月1日 宇治市           | 1951年3月1日 宇治市           | 1951年3月1日 宇治市 |
| 醍醐村         | 醍醐村                | 1931年4月1日 并入京都市伏見區 | 1931年4月1日 并入京都市伏見區 | 1931年4月1日 并入京都市伏見區 | 1931年4月1日 并入京都市伏見區 | 京都市              |
| 山科村         | 1926年10月16日 山科町 | 1931年4月1日 并入京都市东山区 | 1931年4月1日 并入京都市东山区 | 1976年10月1日 京都市山科区    | 1976年10月1日 京都市山科区    | 京都市              |